# 鬚面蛸屬
鬚面蛸屬為鬚面蛸科下唯一的一屬，包含了4個物種。鬚面蛸屬具有較其他有翅亞目大而粗壯的鰭，主要棲息於南半球水深超過300米（980英尺）的深海中。

## 下属物种
本属包括以下物种：
- Cirroctopus antarcticus (Kubodera & Okutani, 1986)
- Cirroctopus glacialis (Robson, 1930)
- Cirroctopus hochbergi O'Shea, 1999
- Cirroctopus mawsoni (Berry, 1917)